# پلاک وسایل نقلیه ارمنستان

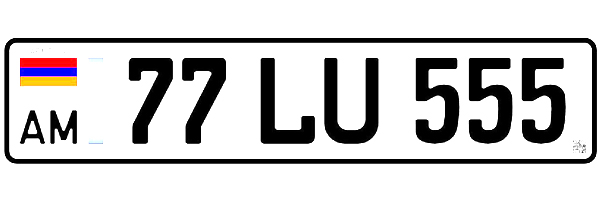
پلاک جدید وسایل نقلیه ارمنستان

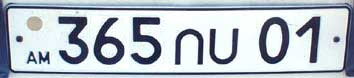
پلاک ارمنستان با حروف ارمنی

پلاک‌های خودروهای جمهوری ارمنستان (به ارمنی: Հայաստանի ավտոմոբիլային համարանիշեր) با حروف سیاه در یک پس زمینه سفید می‌باشد. پلاک‌ها در قسمت اولشان یک قسمت ۲ یا ۳ عددی دارند که یک قسمت دوحرفی (حروف کوچک‌تر از اعداد) بعد از این سه عدد می‌باشد در آخر یک قسمت ۲ یا ۳ عددی دیگر وجود دارد. در سمت چپ پلاک کد بین‌المللی کشور "AM" و در گاهی اوقات پرچم ارمنستان زده می‌شود.

## بررسی اجمالی

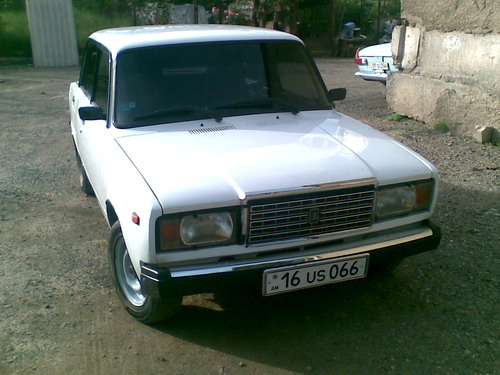
ماشین شخصی با پلاک ارمنی در استپاناکرت (جمهوری قره‌باغ (آرتساخ)) است. شماره "۱۶" نشان می‌دهد که وسیله نقلیه از استان Gegharkunik است.

در سال ۱۹۹۲، پس از استقلال ارمنستان (با توجه به فروپاشی اتحاد شوروی)، سیستم پلاک ساخته شد.
پنج حرف از الفبای ارمنی (Տ، Ս، Լ، Օ، Ո)، که شکل مشابه در لاتین است، در صفحات پلاک مورد استفاده قرار می‌گیرند:
| حروف ارمنی | ترجمه | حروف لاتین |
| ---------- | ----- | ---------- |
| Լ          | l     | L          |
| Ո          | o     | N          |
| Ս          | s     | U          |
| Տ          | t     | S          |
| Օ          | ô     | O          |

## کدهای منطقه‌ای

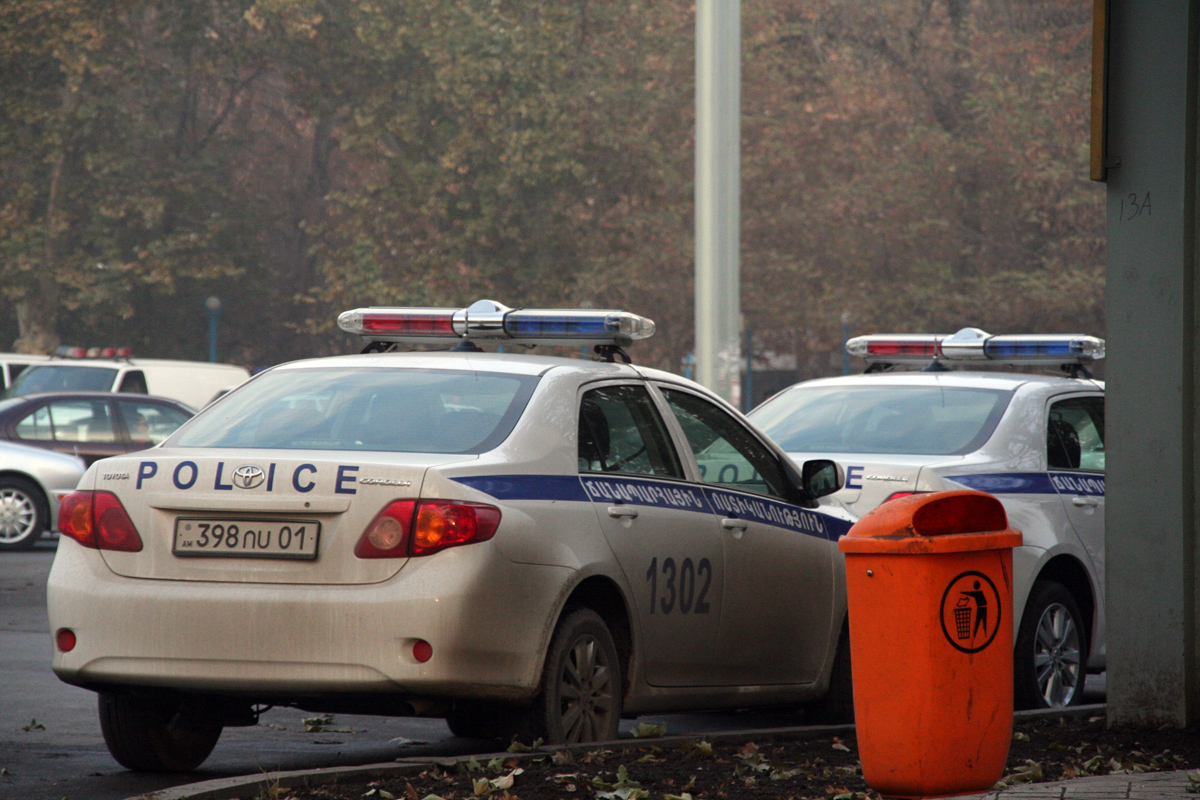
پشت یک ماشین پلیس با پلاک ارمنی در ایروان. این شهر با شماره "۰۱" نشان داده شده است.

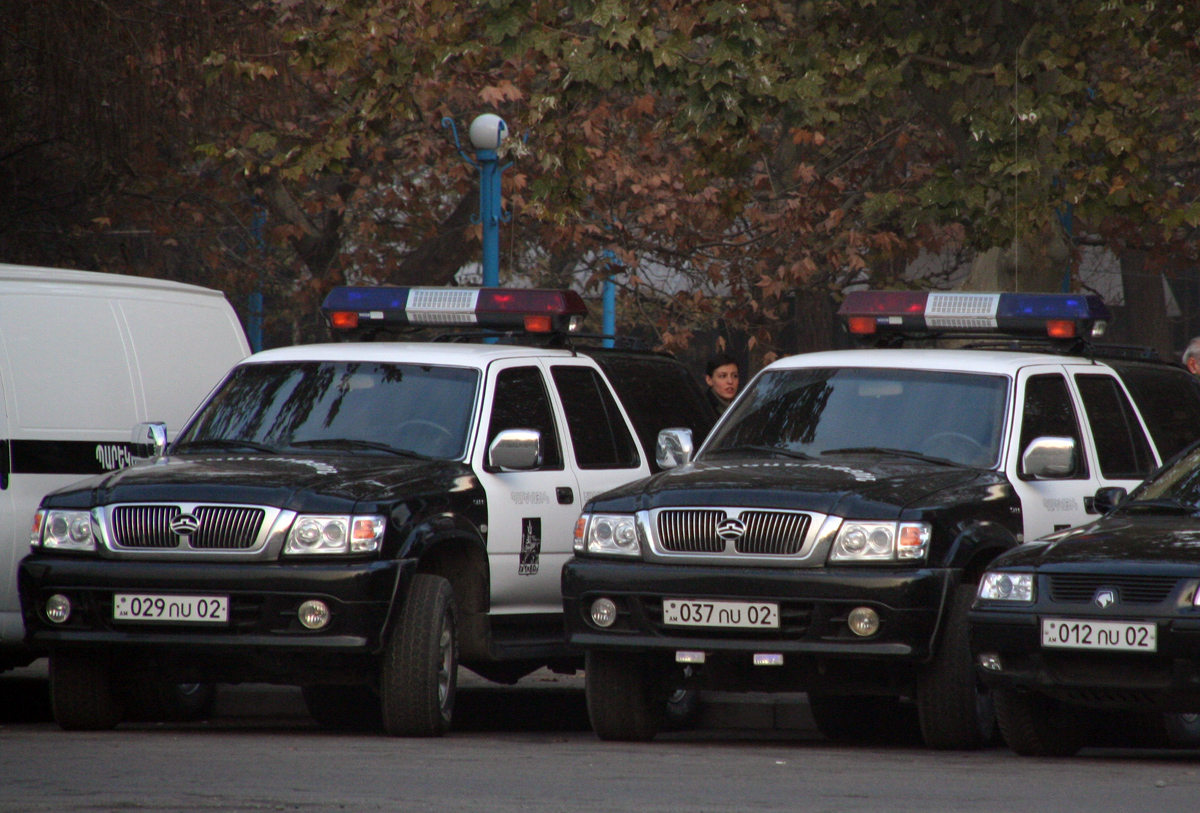
برخی از خودروهای پلیس در ایروان با پلاک ارمنی.

| کد منطقه                   | استان                                  |
| -------------------------- | -------------------------------------- |
| ۰۱–۱۰ ،۱۱٬۱۳٬۱۹٬۶۱–۶۸      | ایروان (پایتخت)                        |
| ۱۲٬۲۷–۲۹                   | استان آرماویر                          |
| ۱۴٬۴۵–۴۹                   | استان شیراک                            |
| ۱۵٬۲۱–۲۴                   | استان آراگاتسوتن                       |
| ۱۶٬۳۱–۳۵                   | استان گغارکونیک                        |
| ۱۷٬۴۲٬۴۳                   | استان کوتایک                           |
| ۱۸٬۵۶                      | استان وایوتس‌جور                        |
| ۲۵٬۲۶                      | استان آرارات                           |
| ۳۶–۳۹٬۴۱                   | استان لوری                             |
| ۵۱–۵۴                      | استان سیونیک                           |
| ۵۷–۵۹                      | استان تاووش                            |
| ۲۰٬۳۰٬۴۰٬۴۴٬۵۰٬۵۵٬۶۰٬۶۹–۹۹ | Individual plates not showing province |

## جمهوری قره‌باغ(آرتساخ)
پلاک‌های ارمنی با کدهای ۲۲ و ۹۰ در جمهوری قره‌باغ (به عنوان مثال، "(AM) 90 SO 123")) مورد استفاده قرار می‌گیرند.

## نگارخانه

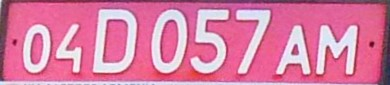
پلاک وسایل نقلیه دیپلماتیک ارمنستان
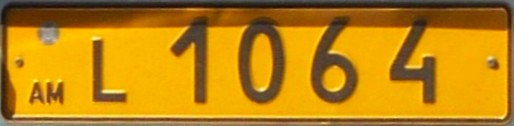
پلاک وسایل نقلیه عمومی ارمنستان
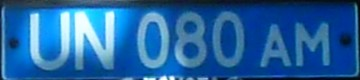
پلاک وسایل نقلیه سازمان ملل در ارمنستان
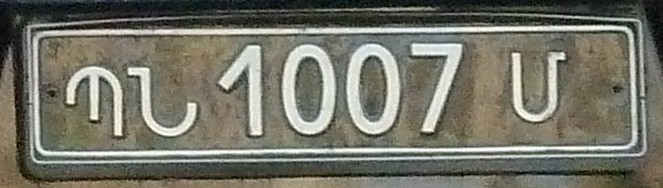
پلاک وسایل نقلیه نظامی ارمنستان
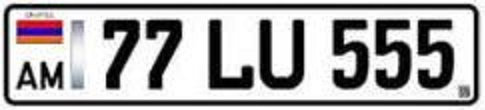
پلاک وسایل نقلیه ارمنستان